# Dipterocarpus oblongifolius
Espèce
Classification phylogénétique
Statut de conservation UICN

 LC  : Préoccupation mineure
Dipterocarpus  oblongifolius est une espèce de grands arbres sempervirents de Thaïlande et de la Péninsule Malaise, appartenant à la famille des Diptérocarpacées.

## Répartition
Thaïlande et Péninsule Malaise